# گدایی عشق
گدایی عشق (انگلیسی: Begging for Love) یک فیلم به کارگردانی هیدیوکی هیرایاما است که در سال ۱۹۹۸ منتشر شد.

## بازیگران
- میکو هارادا
- ماهو نونامی
- فومیو کوهیناتا
- جون کونیمورا
- نائومی نیشیدا
- کی‌ایچی ناکای